# Gianvito Martinelli
Gianvito Martinelli (* 23. Mai 1969 in Bergamo) ist ein ehemaliger italienischer Radrennfahrer.
Als Amateur gewann er 1990 das Eintagesrennen Coppa San Geo. Martinelli wurde 1991 Profi beim italienischen Radsportteam Colnago-Lampre. Er gewann während seiner Karriere 1992 eine Etappe der Settimana Ciclistica Lombarda sowie 1994 den Giro del Lago Maggiore und eine Etappe des Hofbräu-Cups. Er nahm nur an einer Grand Tour teil, nämlich für Polti-Vaporetto an der Tour de France 1994, schied aber auf der achten Etappe nach Überschreitung der Karenzzeit aus. Nach Ablauf der Saison 1995 beendete er seine Laufbahn.